# 2444 Lederle
2444 Lederle је астероид главног астероидног појаса чија средња удаљеност од Сунца износи 2,727 астрономских јединица (АЈ).
Апсолутна магнитуда астероида је 11,8.